# Cratichneumon sahlbergi
Cratichneumon sahlbergi är en stekelart som beskrevs av Hellen 1951. Cratichneumon sahlbergi ingår i släktet Cratichneumon och familjen brokparasitsteklar. Inga underarter finns listade i Catalogue of Life.